# São Martinho das Amoreiras
São Martinho das Amoreiras es una freguesia portuguesa del concelho de Odemira, con 142,97 km² de superficie y 1.199 habitantes (2001). Su densidad de población es de 8,4 hab/km².